# FK Novi Pazar
FK Novi Pazar (Servisch: ФК Нови Пазар) is een Servische voetbalclub uit Novi Pazar. Sinds 2011 komt de club uit in de Superliga.
De club werd in 1928 opgericht onder de naam FK Sandžak (vernoemd naar de regio waarin de club gelegen is). Later werd de club hernoemd naar FK Deževa. In 1962 fusioneerde de ploeg met FK Ras en volgde er een finale naamsverandering. De fusieploeg werd omgedoopt tot FK Novi Pazar en speelde voornamelijk in de Joegoslavische tweede divisie. Ook na de Servische onafhankelijkheid bleef de club uitkomen in de tweede klasse tot in seizoen 2010/11 promotie naar de Superliga werd bewerkstelligd.
De supporterskern van Novi Pazar noemt zich Torcida Sandžak.
Deze supporterskern heeft sinds 23 oktober 2011 een vriendschapsverband afgesloten met supporters van de Turkse voetbalclub Fenerbahçe SK.

## FK Novi Pazar in Europa
Uitslagen vanuit gezichtspunt FK Novi Pazar
| Seizoen | Competitie        | Ronde | Land           | Club                  | Totaalscore | 1e W    | 2e W    | PUC |
| ------- | ----------------- | ----- | -------------- | --------------------- | ----------- | ------- | ------- | --- |
| 2025/26 | Conference League | 2Q    | Vlag van Polen | Jagiellonia Białystok | 2-5         | 1-2 (T) | 1-3 (U) | 0.0 |

Totaal aantal punten voor UEFA coëfficiënten: 0.0
Zie ook
- Deelnemers UEFA-toernooien Servië
- Ranglijst van alle clubs die in de diverse Europa Cups zijn uitgekomen